# There's No Place Like Plrtz Glrb
There's No Place Like Plrtz Glrb conocido en América Latina como Hogar Dulce Infierno y en España bajo la traducción de Al otro lado del Portal es el vigésimo segundo episodio de la segunda temporada de la serie de televisión estadounidense Ángel. Escrito y dirigido por David Greenwalt. Se estrenó originalmente el 22 de mayo de 2001. 
En el final de la temporada, Ángel sigue luchando contra su demonio interno con ayuda de Fred, mientras Wesley y Gunn están envueltos en una lucha entre rebeldes contra los Pyleanos. Cordelia, por otra parte, sigue atrapada en su deber como la princesa de Pylea.  

## Argumento
Cordelia llora por la cabeza cortada de Lorne, hasta que sus ojos se abren. Ella grita en voz alta, pero Lorne la calma, explicándole que su raza puede sobrevivir a la decapitación, si el resto de su cuerpo permanece intacto. Silas se complace en saber que Cordelia se enfada y planea ordenarles a los guardias conseguir las cabezas de Wesley y Gunn para añadirlas a la colección de la princesa. Silas le pide al capitán y a los guardias atrapar a los seres humanos y matar al "chupasangre" Ángel. Después de hablar con uno de los funcionarios acerca de las otras "vacas" (los humanos) sueltos, Silas le vuela la cabeza a una vaca con un dispositivo de mano. Él tiene una máquina similar, pero más grande, que puede hacerse cargo de todas las demás vacas. Wesley y Gunn esperan ser decapitados por los rebeldes. Antes de que pueda ocurrir, los guardias atacan el campamento. Tras la batalla, Gunn y Wesley convencen a los rebeldes que no son enemigos. Liberados, discuten sus planes para encontrar a Ángel y llegar a su hogar. Wesley sugiere atacar el castillo y sin querer se convierte en su líder.
Ángel se despierta con el desayuno en la cama hecho por Fred en su cueva. Ángel y Fred discuten las palabras que están escritas en las paredes de las cuevas, y el vampiro sospecha que Fred ha estado abriendo los portales en Pylea sin saberlo. Ambos son atacados por los guardias del castillo, Ángel lucha sin sacar a su demonio interno hasta que Fred noquea al capitán con una roca. Fred se encarga de sanar a Ángel mientras que el capitán se sienta en la esquina, atado. El capitán confiesa los planes para matar a Cordelia después de ella se aparee con el Groosalugg, y que Lorne ya está muerto. Ángel decide encontrar a sus amigos, y Fred va con él a tomar la iniciativa.
En el castillo, Cordelia convoca a un sirviente para que le muestre la cámara de mutilación, donde esta el cuerpo de Lorne, pero el siervo no puede. En cambio, Cordelia le pide su ropa. Disfrazada como un siervo, Cordelia se abre camino en la cámara de la mutilación y encuentra las partes del cuerpo esparcidas con la ropa de Lorne. Groosalugg aparece y dice que escondió el cuerpo de Lorne y le puso la ropa a los distintos miembros para engañar a los guardias. El cuerpo de Lorne está con su familia para volverse a ensamblarse. Groosalugg le revela a Cordelia que durante su apareamiento, podría quitarle sus visiones. Cordelia le explica que a ella le gustan sus visiones y que no quiere renunciar a ellas.
Ángel y Fred llegan al campamento rebelde, ofreciendo su ayuda para el ataque. Landok llega con la cabeza de Lorne en una canasta, y explicó que lo estaba llevando a casa para unirlo al cuerpo. Más tarde, Wesley le dice a Ángel que debe desafiar y matar al Groosalugg. Ángel explica que la razón por la cual los despidió fue porque sentía que la oscuridad crecía en él y no quería que lo presenciaran así, pues teme que sucumba ante la oscuridad y pierda la poco humanidad que tiene. Wesley entonces le revela que confía en él para lo que sea. Todo el mundo se dispersa en el campamento para prepararse para el ataque. Ángel reta al Groosalugg para la batalla. Silas, que había estado exigiendo que Cordelia siguiera adelante con el "com-shuk", arrastra el exterior a Groosalugg hacia el vampiro, mintiendo acerca de Ángel para hacerlo enojar. Dirigidos por Wesley y Gunn, los rebeldes atacan, muchos de ellos mueren en el proceso. Silas ataca a Cordelia, culpándola de todos los problemas de su tierra, pero ella lo decapita justo antes de que activar el dispositivo para matar a todos los esclavos humanos. Mientras tanto, Groosalugg y Ángel siguen luchando, y Ángel lucha por mantenerse humano. Hasta que Cordelia detiene la lucha para confesar su amor a Groosalugg.
Al día siguiente, Lorne vuelve a unir su cabeza, y se despide de su familia. Lorne se alegra de haber regresado para descubrir que no pertenece a Pylea, y mientras se va comienza a cantar. Cordelia realiza su último acto como princesa proclamando una nueva ley de abolir la esclavitud, y acto seguido nombra a Groosalugg como el nuevo gobernante de Pylea. Con la ayuda de Fred, todos regresan su hogar en Los Ángeles, aterrizando en el centro de Caritas. Mucho más felices de lo que eran antes de irse, la banda regresa al hotel. Sin embargo, cuando Ángel abre la puerta se encuentra a Willow esperándolos. Su mirada les dice que es una mala noticia y Ángel sabe que, "es sobre Buffy".

## Producción
Para obtener el efecto de Lorne decapitado, el cuerpo de Andy Hallett fue removido de forma digital en varias escenas. En otras ocasiones se utilizó, una cabeza animatronica controlada por control remoto.
El nombre de Alyson Hannigan fue puesto en los créditos finales para hacer su aparición inesperada.  

## Continuidad
- Se produce un nuevo crossover con la quinta temporada de Buffy la cazavampiros al presentar a Willow en el Hyperion para anunciar sobre la muerte de Buffy ocurrida en The Gift. Como respuesta Ángel viaja a Sri Lanka para reflexionar sobre la tragedia (Heartthrob)